# Anuthatantrum
Albums de Da Brat
Funkdafied
(1994) Anuthafunkdafiedtantrum
(1996)
Singles
1. Sittin' on Top of the World
Sortie : 17 août 1996
2. Ghetto Love
Sortie : 28 janvier 1997

Anuthatantrum est le deuxième album studio de Da Brat, sorti le 29 octobre 1996.
Il est entièrement produit par Jermaine Dupri. Des invités de prestige comme Krayzie Bone et T-Boz du groupe TLC font une apparition.
L'album s'est classé 5e au Top R&B/Hip-Hop Albums et 20e au Billboard 200 et a été certifié disque d'or par la RIAA le 8 janvier 1997.

## Liste des titres
| No  | Titre                                               | Contient un (des) sample(s) de                                             | Durée |
| --- | --------------------------------------------------- | -------------------------------------------------------------------------- | ----- |
| 1.  | Anuthatantrum                                       |                                                                            | 1:10  |
| 2.  | My Beliefs                                          |                                                                            | 4:03  |
| 3.  | Sittin' on Top of the World (featuring Manuel Seal) | Mary Jane de Rick James                                                    | 4:16  |
| 4.  | Let's All Get High (featuring Krayzie Bone)         | Be Alright de Zapp                                                         | 3:44  |
| 5.  | Westside Interlude                                  |                                                                            | 0:13  |
| 6.  | Just a Little Bit More (featuring Trey Lorenz)      |                                                                            | 3:26  |
| 7.  | Keepin' it Live (featuring Manuel Seal)             |                                                                            | 3:36  |
| 8.  | Ghetto Love (featuring Tionne « T-Boz » Watkins)    | All This Love de DeBarge                                                   | 3:21  |
| 9.  | Lyrical Molestation                                 | Roots de Nucleus Who Shot Ya? de The Notorious B.I.G. featuring Puff Daddy | 3:47  |
| 10. | Live it Up                                          | I'm Glad You're Mine d'Al Green Fun de Brick                               | 2:32  |
| 11. | Make it Happen                                      | Mister Mellow de Maynard Ferguson                                          | 3:30  |